# چور کلایه (رودسر)
چور کلایه یک روستا در ایران است که در شهرستان رودسر استان گیلان واقع شده‌است. چور کلایه ۵۹ نفر جمعیت دارد.

## جمعیت
این روستا در دهستان رضامحله قرار دارد و براساس سرشماری مرکز آمار ایران در سال ۱۳۸۵، جمعیت آن ۵۹ نفر (۱۹ خانوار) بوده‌است.